# 大西隆浩
大西 隆浩（おおにし たかひろ、1970年4月16日 - ）は、日本のベーシスト、ミュージシャン。

## 略歴
- 1996年 - MAJESTYのベーシストとして、BMGビクターからメジャーデビュー。
- 1997年 - MAJESTY解散後、コタニキンヤ（現コタニキンヤ.）のバックバンドを中心に活動。その他、浅倉大介、The Seeker、藤井隆、木村由姫、我那覇美奈、須藤あきら、小泉章治、鈴里真帆らのサポートをする。
- 2004年 - 緒方豊和率いるバンドtubTRaCKに加入。
- 2007年1月 - tubTRaCKの活動を休止。同年、1stソロアルバム「Destory a fixed general idea!!」リリース。アルバムタイトルは「固定観念を破壊せよ!!」という意味である。
- 2012年 - 2ndソロアルバム「DiVE」リリース。
- 2015年 - 3rdソロアルバム「Strange」リリース。

現在は、ベーシスト、ヴォーカリストとしてのミュージシャン活動や、ms-jackyが校長を務める「MSJミュージックアカデミー」にてベース講師を担当している。

## 人物
- 20代前半、ミューズ音楽院で講師の仕事をしていた。現在も別の音楽教室で講師の仕事をしている[2]。
- デビュー前の1994年から1995年の間、及川光博とV-Dというバンドで活動していた。
- 5弦ベース、ミュージックマン・スティングレイをメインに使用している。
- プレイスタイルとしてはファンクとロックを得意としている。特にスラッピングを武器としている。

## ディスコグラフィ

### ソロアルバム
- Destory a fixed general idea!! （2007年） 1st
- DiVE （2012年） 2nd
- Strange （2015年） 3rd

## バンド歴
- V-D
- MAJESTY
- コタニキンヤ
- tubTRaCK